# Carl von Scheliha
Carl Joachim von Scheliha (* 22. April 1802; † 24. Januar 1865) war ein deutscher Verwaltungsjurist, Abgeordneter und Rittergutsbesitzer.

## Leben
Carl von Scheliha studierte ab 1820 an der Universität Jena, der Universität Leipzig und zuletzt wieder in Jena Rechtswissenschaft. Er wurde Mitglied des Corps Saxonia Jena und des Corps Saxonia Leipzig (1823). Nach dem Studium trat er in den preußischen Staatsdienst ein. Von 1834 bis 1861 war er Landrat des Landkreises Militsch. Er war Besitzer des Rittergutes Labschütz. Von 1849 bis zu seiner Mandatsniederlegung am 24. September 1854 saß Scheliha in der 2. und 3. Legislaturperiode als Abgeordneter des Wahlkreises Breslau 9 im Preußischen Abgeordnetenhaus. In der 2. Legislaturperiode gehörte er der Fraktion der Rechten an. Seine Fraktionszugehörigkeit in der 3. Legislaturperiode ist nicht überliefert. Von 1855 bis zu seinem Tod saß er im Preußischen Herrenhaus.